# 现代伊兰特
现代伊兰特（Hyundai Elantra）是韩国現代汽車自1990年起推出的紧凑型轿车車系。

## 第一代（J1，1990）
第一代伊兰特（代号J1）于1990年10月推出。

## 第二代（J2/RD，1995）
第二代伊蘭特（代号RD或J2）于1995年推出。
- 現代伊蘭特轎車改款前 (德國)
- 現代伊蘭特Kombi改款前 (德國)
- 現代伊蘭特轎車改款 (美國)
- 現代伊蘭特SE轎車改款 (澳洲)
- 現代伊蘭特GLS wagon改款 (美國)

## 第三代（XD；2000）
2000年，第三代現代伊蘭特推出（代号XD）。
- 現代伊蘭特CDX Liftback改款前 (英國)
- 現代伊蘭特GL Liftback改款前 (澳洲)
- 現代伊蘭特GLS轎車改款前 (澳洲)
- 現代伊蘭特Liftback改款 (澳洲)
- 現代Avante XD轎車改款 (韓國)
- 現代Avante XD轎車改款 (韓國)

## 第四代（HD，2006年）
第四代現代伊蘭特於2006年在纽约国际车展上首次亮相。

## 第五代（MD/UD，2010）
第五代伊蘭特于2010年4月在2010年釜山国际车展上首次亮相。
- 2011 Hyundai Elantra
- Hyundai Elantra Elite (澳洲；改款前)
- 內裝
- Hyundai Elantra SE (澳洲；改款)
- Hyundai Elantra Active (澳洲；改款)

## 第六代（AD，2015）
第六代伊兰特于2015年9月在韩国推出。
- Hyundai Elantra Elite (澳洲；改款前)
- 內裝 (改款前)
- 2019 Hyundai Elantra Preferred (美國；改款)
- 內裝 (改款)

## 第七代（CN7，2020）
第七代伊兰特（代號CN7）于2020年3月17日在西好莱坞亮相。

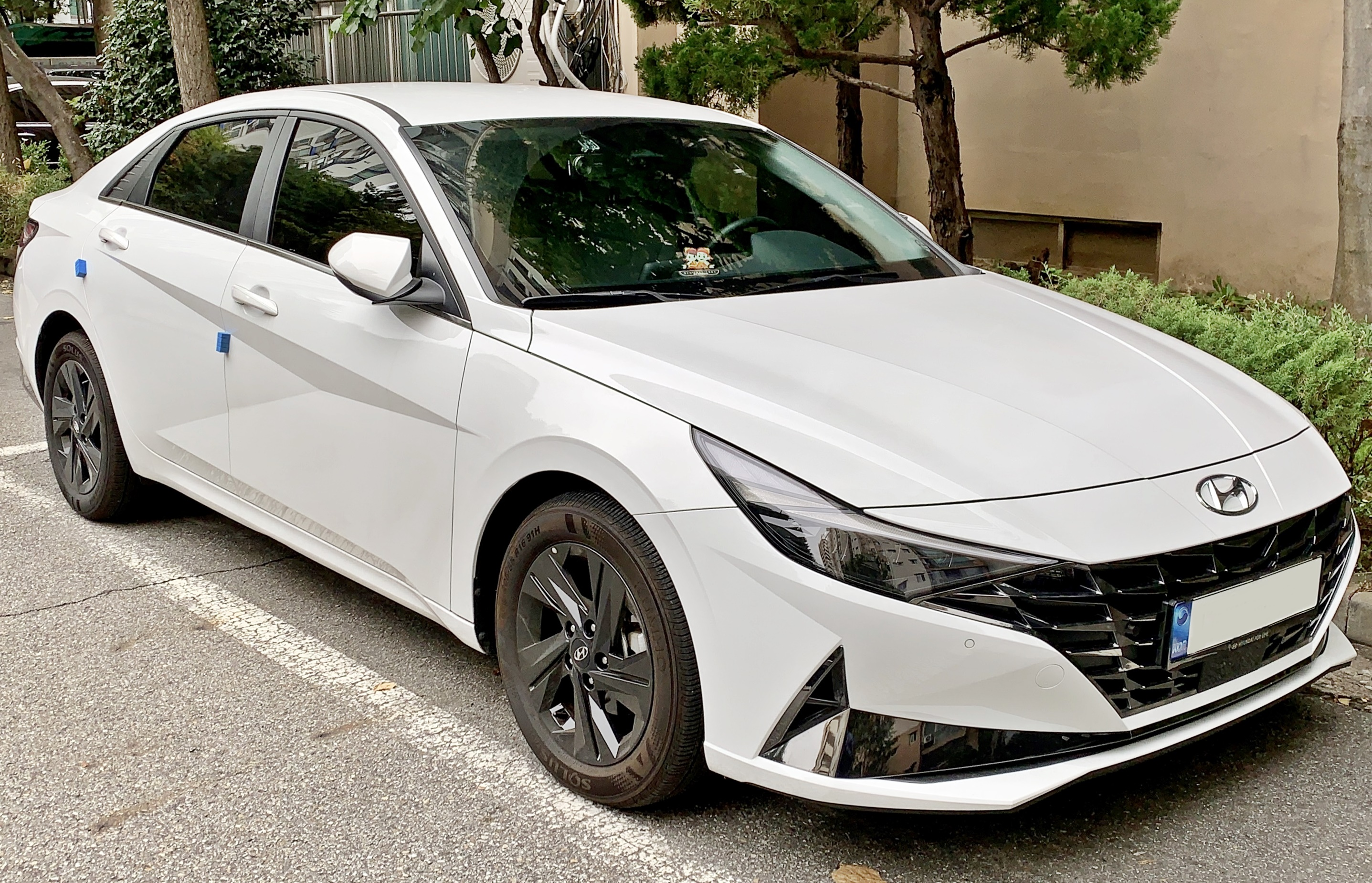
Hyundai Avante (韓國)
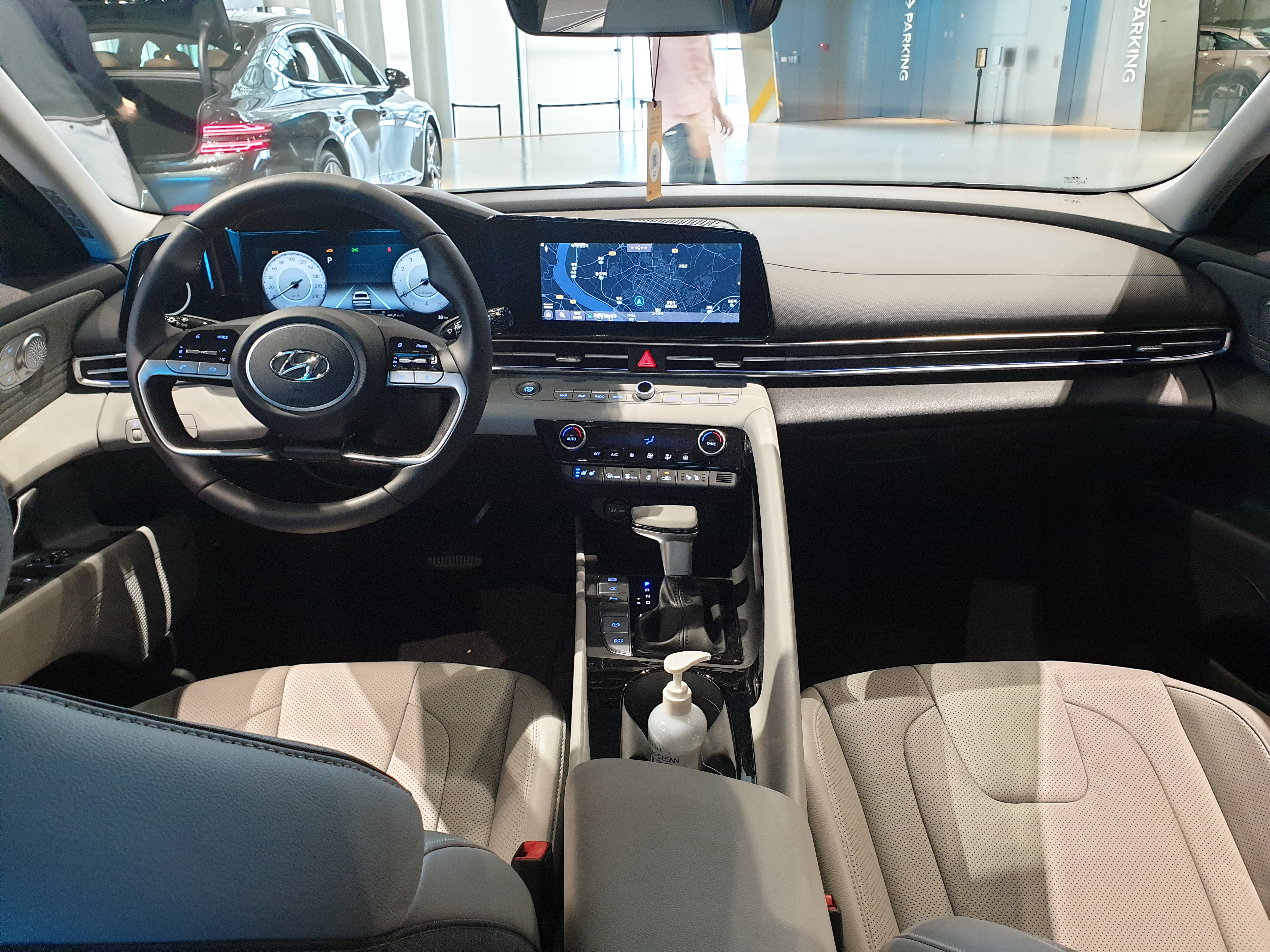
內裝
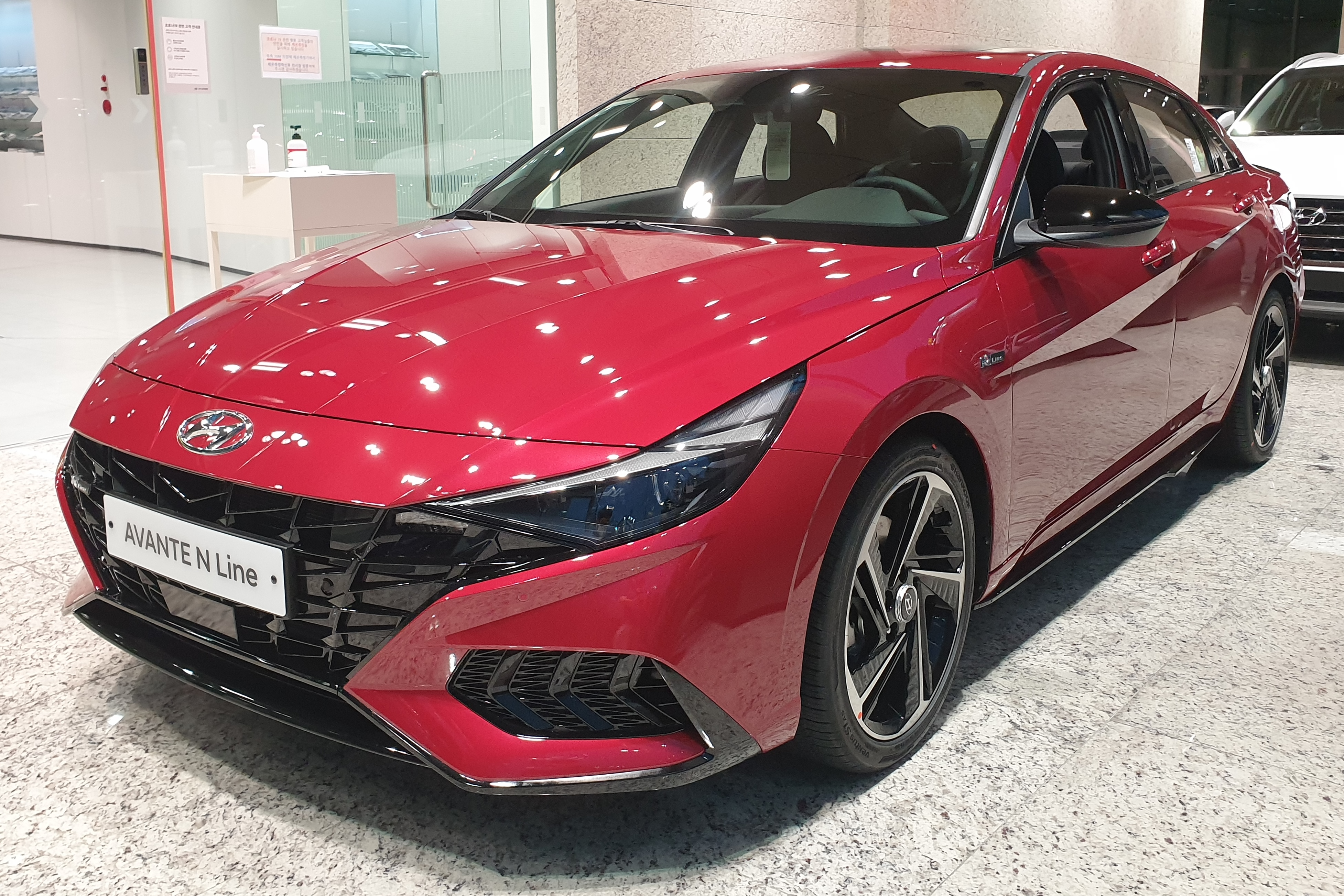
2020 Hyundai Avante N Line (韓國)
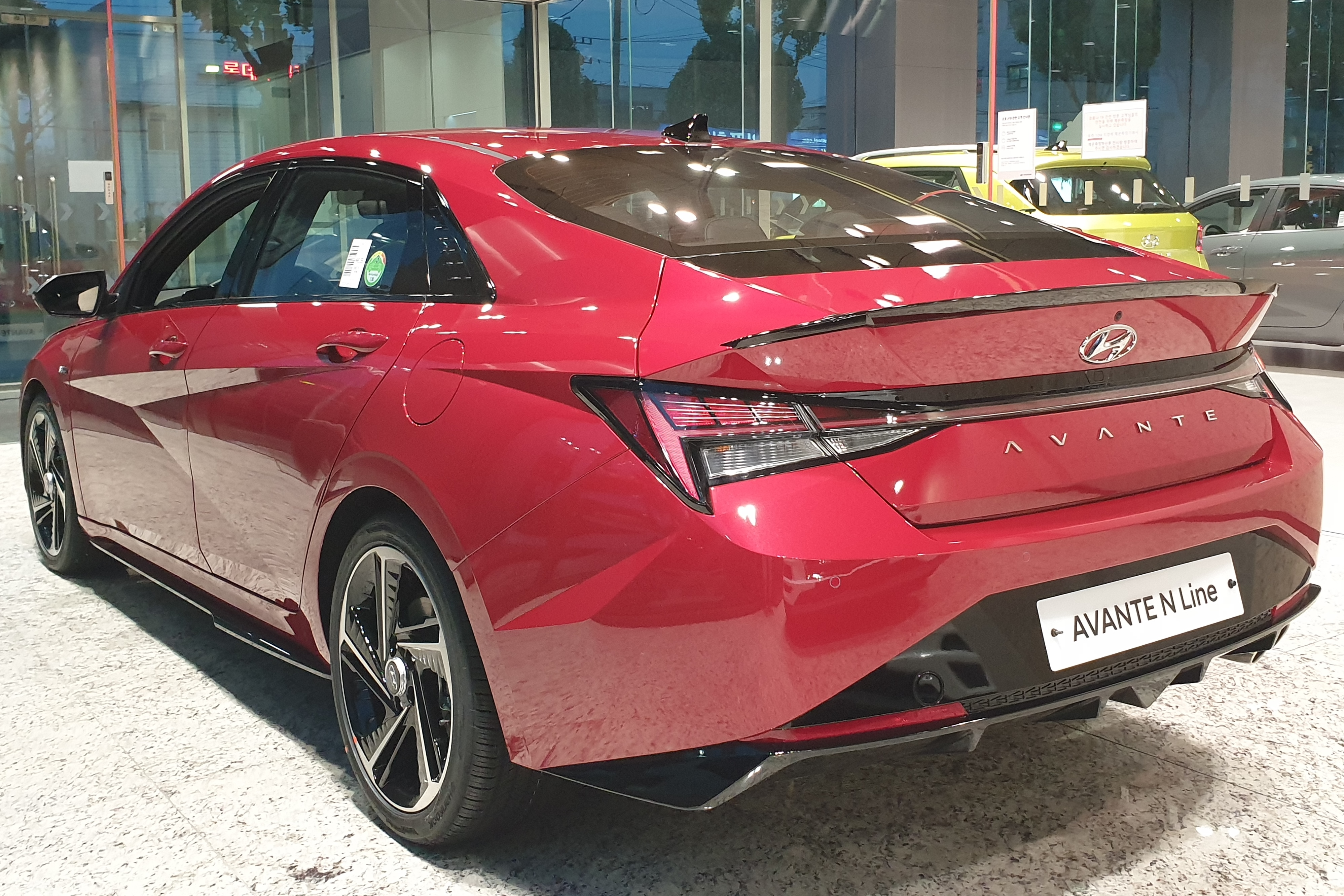
2020 Hyundai Avante N Line (韓國)
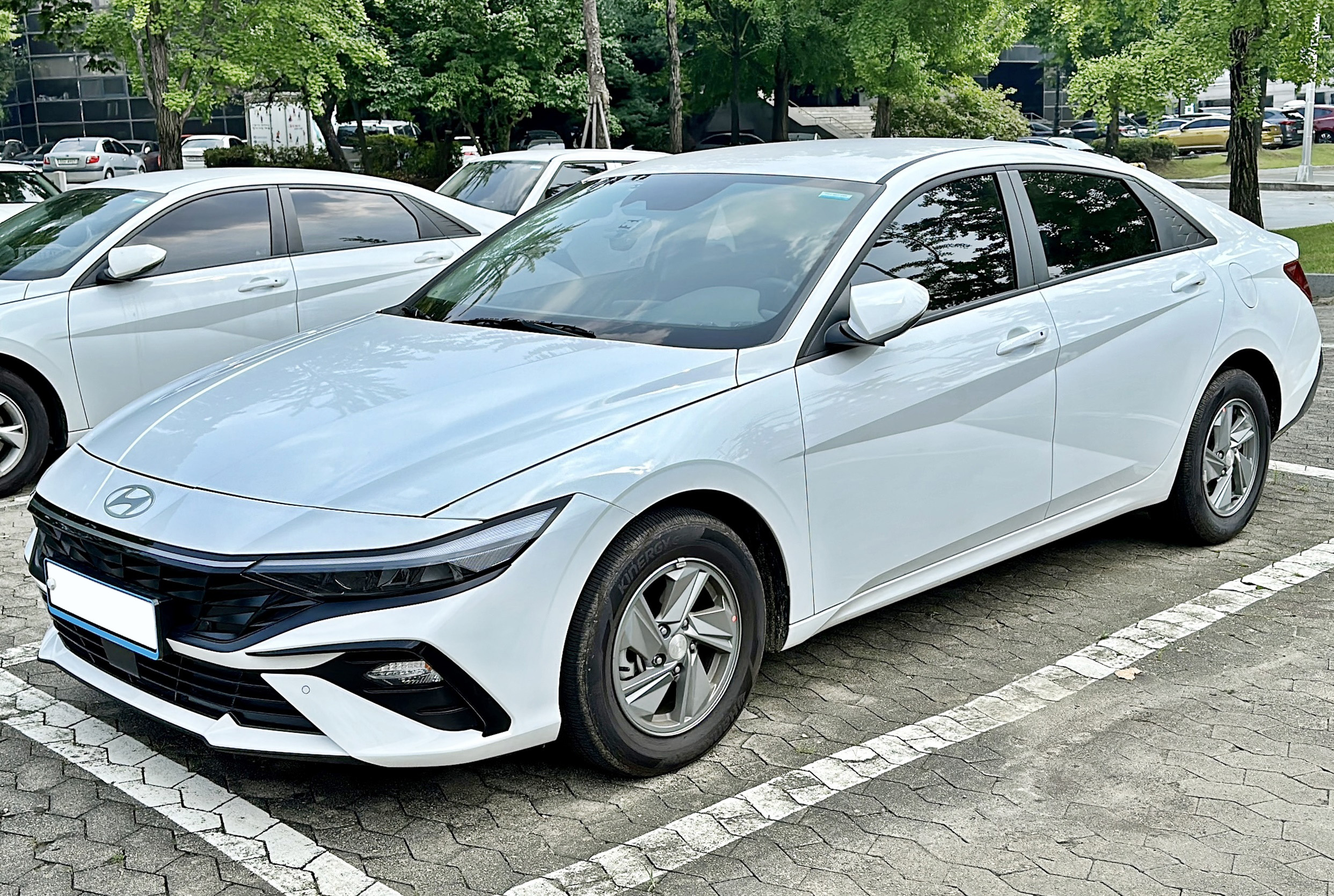
Hyundai Avante (改款)
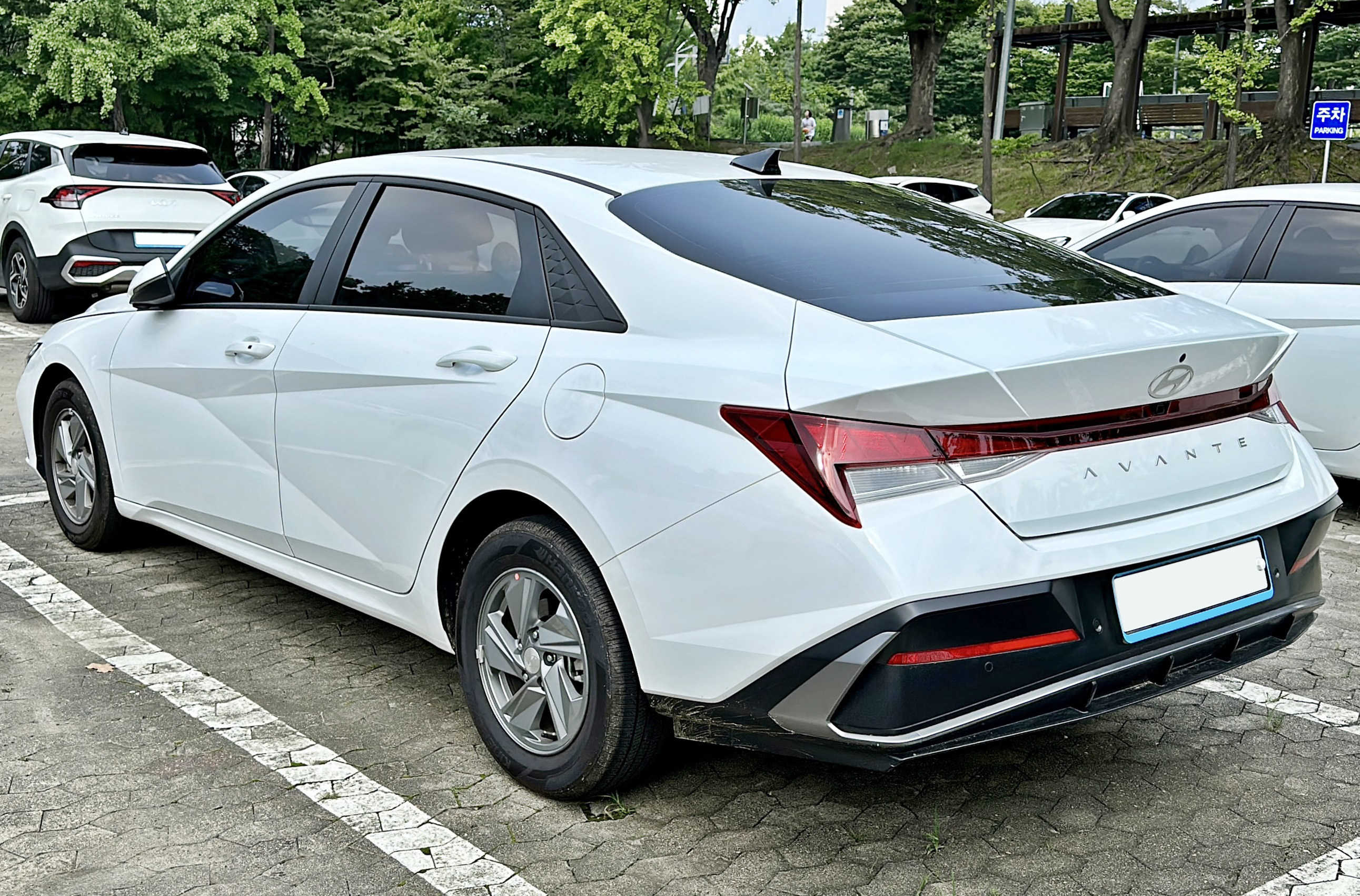
Hyundai Avante (車尾；改款)